# Oospila depressa
Oospila depressa là một loài bướm đêm trong họ Geometridae.